# Güterumgehungsbahn Dortmund
| |                                                 |                                   |                                   |
| Streckennummer (DB): | 2132 (Nette–Scharnhorst) 2123 (Huckarde–Deusen) |                                   |                                   |
| Kursbuchstrecke (DB): | %                                               |                                   |                                   |
| Streckenlänge: | 12 km bzw. 4 km                                 |                                   |                                   |
| Spurweite: | 1435 mm (Normalspur)                            |                                   |                                   |
| Stromsystem: | 15 kV 16,7 Hz ~                                 |                                   |                                   |
| Streckengeschwindigkeit: | 100 km/h                                        |                                   |                                   |
| |                                                 |                                   |                                   |
| Bundesland: | Nordrhein-Westfalen                             |                                   |                                   |
| \| \| \| Hauptstrecke von Hamm \| \| \| \| 11,9 \| Dortmund Flughafen \| Dortmund Flughafen \| \| \| 11,1 \| Dortmund-Scharnhorst Bf \| Dortmund-Scharnhorst Bf \| \| \| \| Hauptstrecke nach Dortmund Hbf \| \| \| \| 10,0 \| Abzw Scharnhorst \| Abzw Scharnhorst \| \| \| \| Strecke von Lünen \| \| \| \| (2,4) \| Dortmund-Kirchderne \| Dortmund-Kirchderne \| \| \| \| Abzw Dortmund-Kirchderne \| \| \| \| \| \| (Verbindungsstrecke 2102) \| \| \| (0,0) 6,7 (0,0) (1,1) \| Dortmund-Obereving \| Dortmund-Obereving \| \| \| \| \| (ehem. Verbindungsstrecke 2101) \| \| \| (0,0) \| Dortmund-Eving \| Dortmund-Eving \| \| \| \| Strecke nach Dortmund Hbf \| \| \| \| (0,7) \| Dortmund-Lindenhorst \| Dortmund-Lindenhorst \| \| \| (1,0) \| Anst Dortmund Hafen \| Anst Dortmund Hafen \| \| \| 4,1 \| BÜ Lindenhorster Straße \| BÜ Lindenhorster Straße \| \| \| 3,9 \| EÜ Fürst-Hardenberg-Allee \| EÜ Fürst-Hardenberg-Allee \| \| \| (2,3) \| Anst Zeche Fürst Hardenberg \| Anst Zeche Fürst Hardenberg \| \| \| \| Dortmund-Ems-Kanal \| \| \| \| (4,3) \| Strecke von Dortmund Hbf \| Strecke von Dortmund Hbf \| \| \| (1,9) \| Dortmund Gbf \| Dortmund Gbf \| \| \| (−0,5) \| Abzw Hansa \| Abzw Hansa \| \| \| 2,1 (3,9) \| Abzw Deusen \| Abzw Deusen \| \| \| 1,5 \| BÜ Fernstraße \| BÜ Fernstraße \| \| \| 0,3 \| Abzw Nette \| Abzw Nette \| \| \| \| Strecke nach Dortmund-Mengede \| \| \| \| (2,9) \| Stadtbahn Dortmund (niveaugleich) \| Stadtbahn Dortmund (niveaugleich) \| \| \| \| Strecke von Dortmund-Dorstfeld \| \| \| \| (1,8) \| Abzw Buschstraße \| Abzw Buschstraße \| \| \| \| ehem. Strecke nach Dortmund-Rahm \| \| \| \| \| S-Bahn nach Dortmund-Mengede \| \| \| \| \| ehem. Strecke nach Herne \| \| |                                                 |                                   |                                   |
| Strecke |                                                 | Hauptstrecke von Hamm             | Hauptstrecke von Hamm             |
| ehemaliger Bahnhof | 11,9                                            | Dortmund Flughafen                | Dortmund Flughafen                |
| Bahnhof | 11,1                                            | Dortmund-Scharnhorst Bf           | Dortmund-Scharnhorst Bf           |
| Abzweig geradeaus und nach links |                                                 | Hauptstrecke nach Dortmund Hbf    | Hauptstrecke nach Dortmund Hbf    |
| Verschwenkung nach links (Strecke außer Betrieb) · Verschwenkung nach rechts | 10,0                                            | Abzw Scharnhorst                  | Abzw Scharnhorst                  |
| Strecke von rechts · Strecke |                                                 | Strecke von Lünen                 | Strecke von Lünen                 |
| Haltepunkt / Haltestelle · Strecke | (2,4)                                           | Dortmund-Kirchderne               | Dortmund-Kirchderne               |
| Abzweig geradeaus und nach links · Kreuzung geradeaus oben · Strecke von rechts |                                                 | Abzw Dortmund-Kirchderne          | Abzw Dortmund-Kirchderne          |
| Strecke nach links · Abzweig geradeaus und von rechts · Strecke |                                                 |                                   | (Verbindungsstrecke 2102)         |
| Dienststation / Betriebs- oder Güterbahnhof · Strecke | (0,0) 6,7 (0,0) (1,1)                           | Dortmund-Obereving                | Dortmund-Obereving                |
| Abzweig geradeaus und ehemals nach links · Abzweig ehemals quer und nach links · Strecke von rechts |                                                 |                                   | (ehem. Verbindungsstrecke 2101)   |
| Strecke von links (außer Betrieb) · Abzweig geradeaus, nach links und ehemals nach rechts · Strecke von rechts · ehemaliger Bahnhof | (0,0)                                           | Dortmund-Eving                    | Dortmund-Eving                    |
| Strecke (außer Betrieb) · Strecke · Strecke · Strecke nach links |                                                 | Strecke nach Dortmund Hbf         | Strecke nach Dortmund Hbf         |
| Strecke (außer Betrieb) · Strecke · Dienststation / Betriebs- oder Güterbahnhof | (0,7)                                           | Dortmund-Lindenhorst              | Dortmund-Lindenhorst              |
| Strecke (außer Betrieb) · Strecke · Betriebs-/Güterbahnhof Streckenende | (1,0)                                           | Anst Dortmund Hafen               | Anst Dortmund Hafen               |
| Bahnübergang (Strecke außer Betrieb) · ehemaliger Bahnübergang | 4,1                                             | BÜ Lindenhorster Straße           | BÜ Lindenhorster Straße           |
| Strecke (außer Betrieb) · Brücke | 3,9                                             | EÜ Fürst-Hardenberg-Allee         | EÜ Fürst-Hardenberg-Allee         |
| Betriebs-/Güterbahnhof Streckenende (Strecke außer Betrieb) · Strecke | (2,3)                                           | Anst Zeche Fürst Hardenberg       | Anst Zeche Fürst Hardenberg       |
| Brücke über Wasserlauf |                                                 | Dortmund-Ems-Kanal                | Dortmund-Ems-Kanal                |
| Strecke · Strecke von links (außer Betrieb) · Strecke von links | (4,3)                                           | Strecke von Dortmund Hbf          | Strecke von Dortmund Hbf          |
| Strecke · Dienststation / Betriebs- oder Güterbahnhof (Strecke außer Betrieb) · ehemaliger Dienststation / Betriebs- oder Güterbahnhof | (1,9)                                           | Dortmund Gbf                      | Dortmund Gbf                      |
| Strecke · Abzweig geradeaus und nach links (Strecke außer Betrieb) · Abzweig geradeaus und ehemals von rechts | (−0,5)                                          | Abzw Hansa                        | Abzw Hansa                        |
| Strecke von links · Abzweig geradeaus, nach rechts und ehemals nach links · Strecke nach rechts (außer Betrieb) · Strecke | 2,1 (3,9)                                       | Abzw Deusen                       | Abzw Deusen                       |
| Bahnübergang · Brücke · Strecke | 1,5                                             | BÜ Fernstraße                     | BÜ Fernstraße                     |
| Abzweig geradeaus und von links · Kreuzung geradeaus oben · Strecke quer · Strecke nach rechts | 0,3                                             | Abzw Nette                        | Abzw Nette                        |
| Strecke nach halbrechts · Strecke |                                                 | Strecke nach Dortmund-Mengede     | Strecke nach Dortmund-Mengede     |
| Kreuzung mit U-Bahn | (2,9)                                           | Stadtbahn Dortmund (niveaugleich) | Stadtbahn Dortmund (niveaugleich) |
| Strecke · Strecke von links |                                                 | Strecke von Dortmund-Dorstfeld    | Strecke von Dortmund-Dorstfeld    |
| Abzweig nach links und von links · Abzweig nach rechts und ehemals von rechts | (1,8)                                           | Abzw Buschstraße                  | Abzw Buschstraße                  |
| Strecke · Strecke nach links (außer Betrieb) |                                                 | ehem. Strecke nach Dortmund-Rahm  | ehem. Strecke nach Dortmund-Rahm  |
| Abzweig ehemals geradeaus und nach rechts |                                                 | S-Bahn nach Dortmund-Mengede      | S-Bahn nach Dortmund-Mengede      |
| Strecke (außer Betrieb) |                                                 | ehem. Strecke nach Herne          | ehem. Strecke nach Herne          |

Die Güterumgehungsbahn Dortmund ist eine Eisenbahnstrecke im Norden der Stadt Dortmund, die fast ausschließlich dem Güterverkehr dient. Güterzüge, die Dortmund passieren, werden über diese Umgehungsbahn am Hauptbahnhof vorbei geleitet, wodurch eine Beeinträchtigung des Personenverkehrs sowie eine Gefährdung der Innenstadt durch Gefahrgutunfälle vermieden wird.

## Strecke Mengede–Scharnhorst
Im Jahr 1903 hat die Preußische Staatsbahn die von Beginn an zweigleisige Strecke zum Bahnhof Dortmund-Scharnhorst eröffnet. Sie fädelt etwa 2500 m südöstlich vom Bahnhof Dortmund-Mengede an der Abzweigstelle Nette von der Stammstrecke der ehemaligen Köln–Mindener Eisenbahn-Gesellschaft aus, die auch gegenwärtig stark im SPNV genutzt wird.
An der Abzweigstelle Deusen trifft sie zum einen auf die stillgelegte Verbindungsstrecke zum früheren Dortmunder Güterbahnhof, der sich unmittelbar nördlich parallel zur heutigen Bahnstrecke Duisburg–Dortmund befindet. Zum anderen trifft sie auf die im folgenden Abschnitt näher beschriebenen Verbindungsstrecke zur Abzweigstelle Buschstraße an der Trasse der ehemaligen Königlich-Westfälischen Emschertalbahn von Dortmund Bodelschwingh nach Dortmund-Huckarde Süd, die heute von der S-Bahnlinie S2 der S-Bahn Rhein-Ruhr genutzt wird.
Von dort verläuft sie durch den ländlich geprägten Norden der Stadt Dortmund zunächst in unmittelbarer Nähe der ehemaligen Zeche Fürst Hardenberg in Richtung Obereving. Dort befindet sich der einzige in Dortmund noch von Railion betriebene Güterbahnhof, der als Übergabebahnhof zur Dortmunder Hafenbahn und für weitere Übergabefahrten im Umkreis dient. Der Ablaufberg an seinem Westkopf ist jedoch stillgelegt. In unmittelbarer Nachbarschaft südlich davon befindet sich ein Güterbahnhof der Dortmunder Eisenbahn, die auch den Verkehr in der Westfalenhütte sowie auf der Hafenbahn betreibt. Hier zweigen bzw. zweigten auch zwei Verbindungskurven zur Bahnstrecke Dortmund–Gronau und zwei Strecken in den Hafen sowie zur Zeche Fürst Hardenberg ab, die weiter unten genauer beschrieben werden.

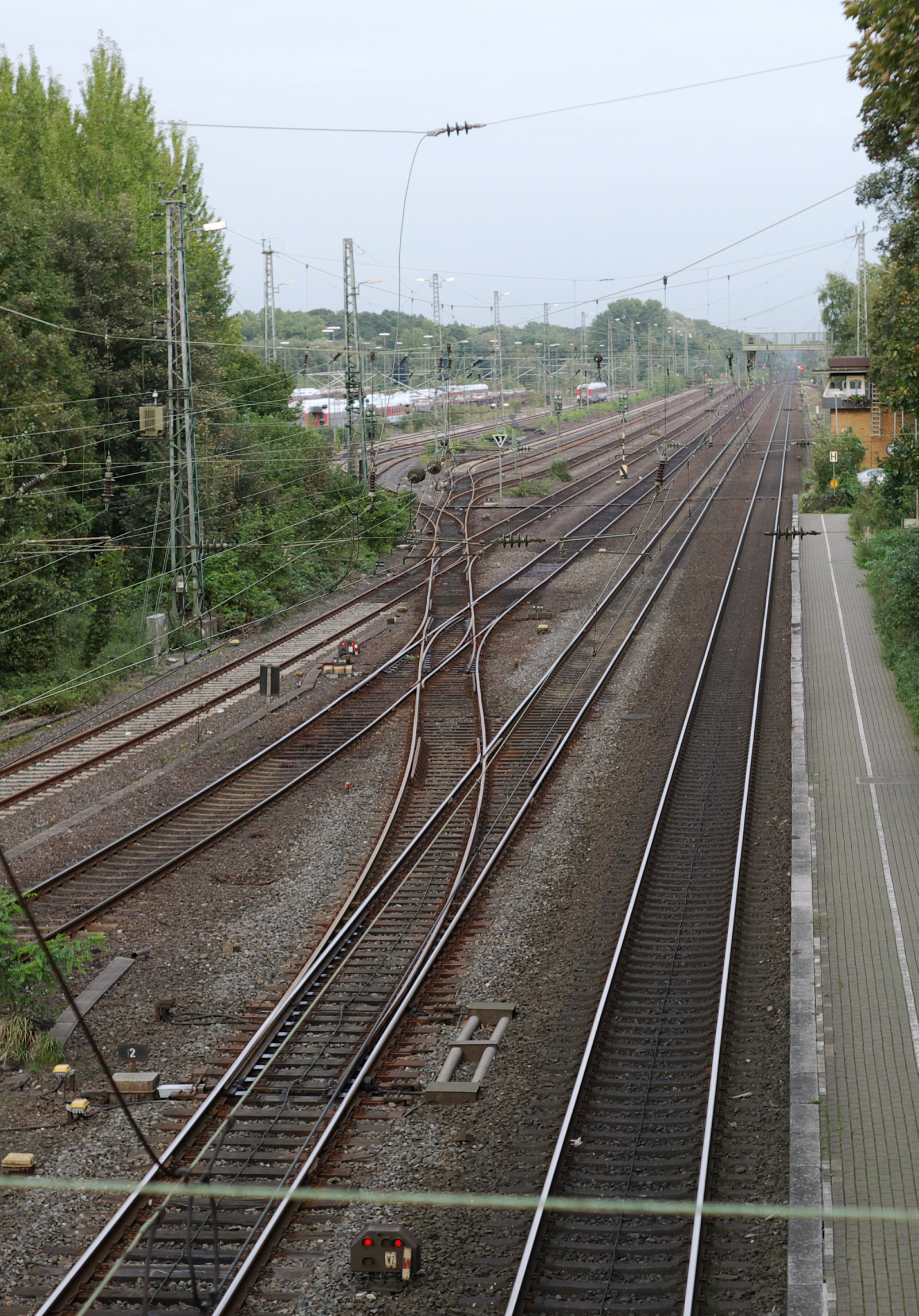
Einfädelung der Güterumgehungsbahn in den Bahnhof Scharnhorst

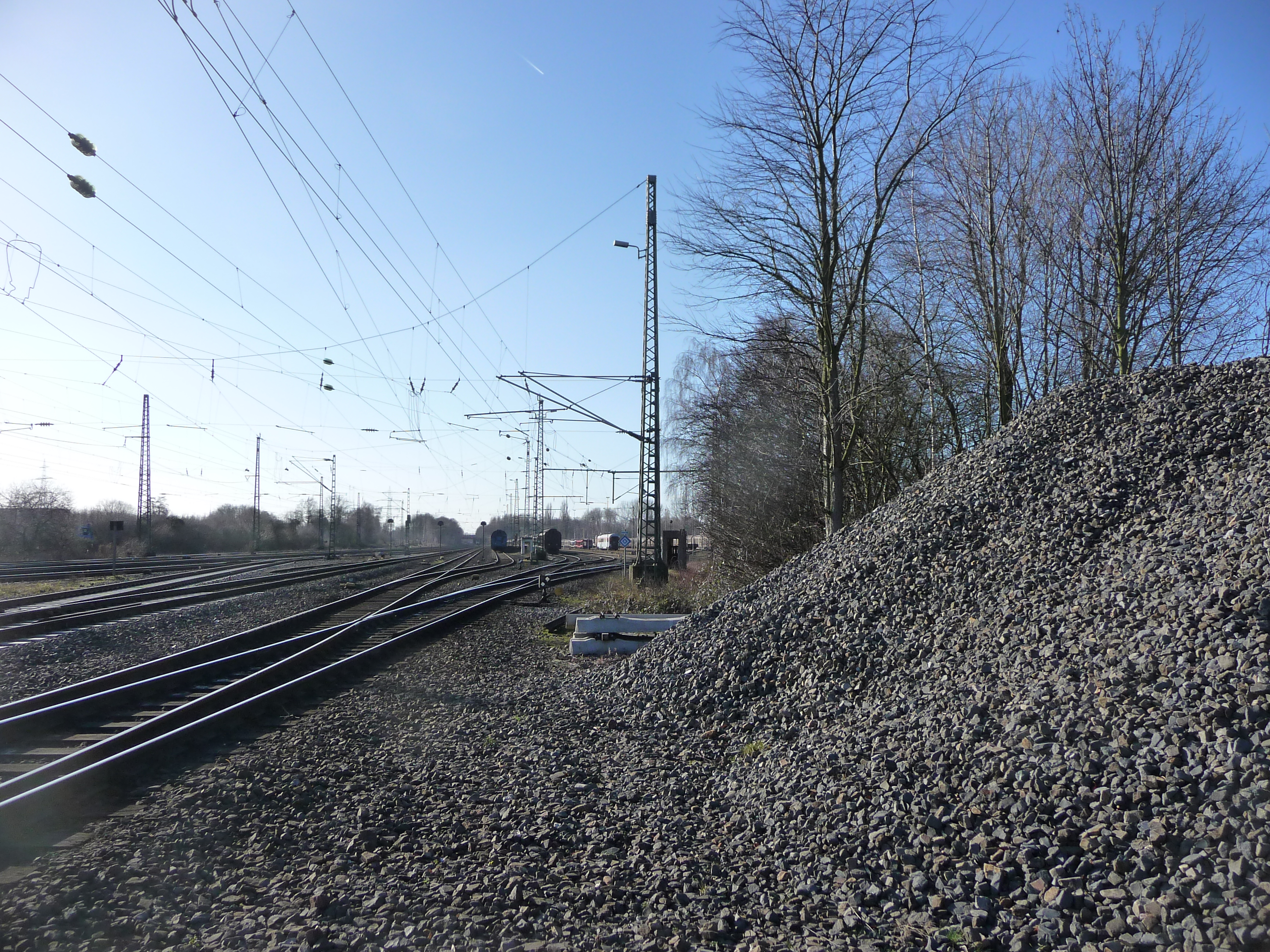
Güterbahnhof Dortmund-Scharnhorst

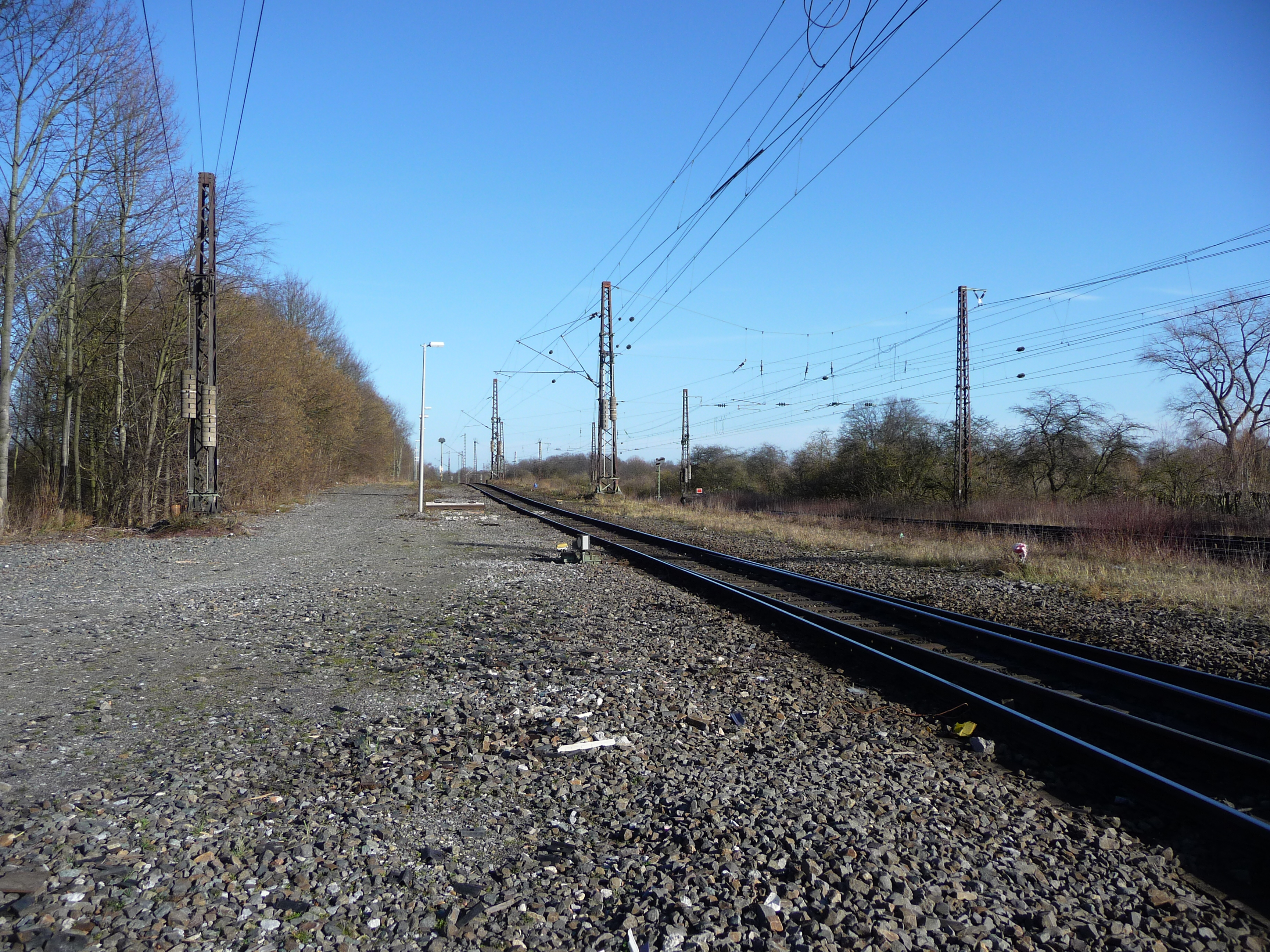
Ablaufberg am Güterbahnhof Dortmund-Scharnhorst

Über das Werksgelände der Westfalenhütte sowie am südlichen Rand Scharnhorsts entlang wird der Bahnhof Dortmund-Scharnhorst erreicht, der zwischen 1928 und 1986 nach dem benachbarten Flugplatz Brackel als „Dortmund Flughafen“ bezeichnet war.
Seit 1963 (Nette–Obereving) bzw. 1965 (Obereving–Scharnhorst) ist die Strecke elektrifiziert, sie wird bis heute rege im regionalen und – vor allem am Wochenende wegen Betriebsruhe der Hamm-Osterfelder Bahn – im überregionalen Güterverkehr befahren. Außerdem dient sie bei Streckensperrungen im Raum Dortmund Hbf auch als Umleitungsstrecke für den Personenverkehr. So wurde in den Jahren 2006 und 2008 – wegen Baustellen im Bereich des Hauptbahnhofs – an mehreren Wochenenden der gesamte Personenverkehr zwischen Wanne-Eickel bzw. Dortmund Hbf und Hamm über Dortmund-Obereving umgeleitet.

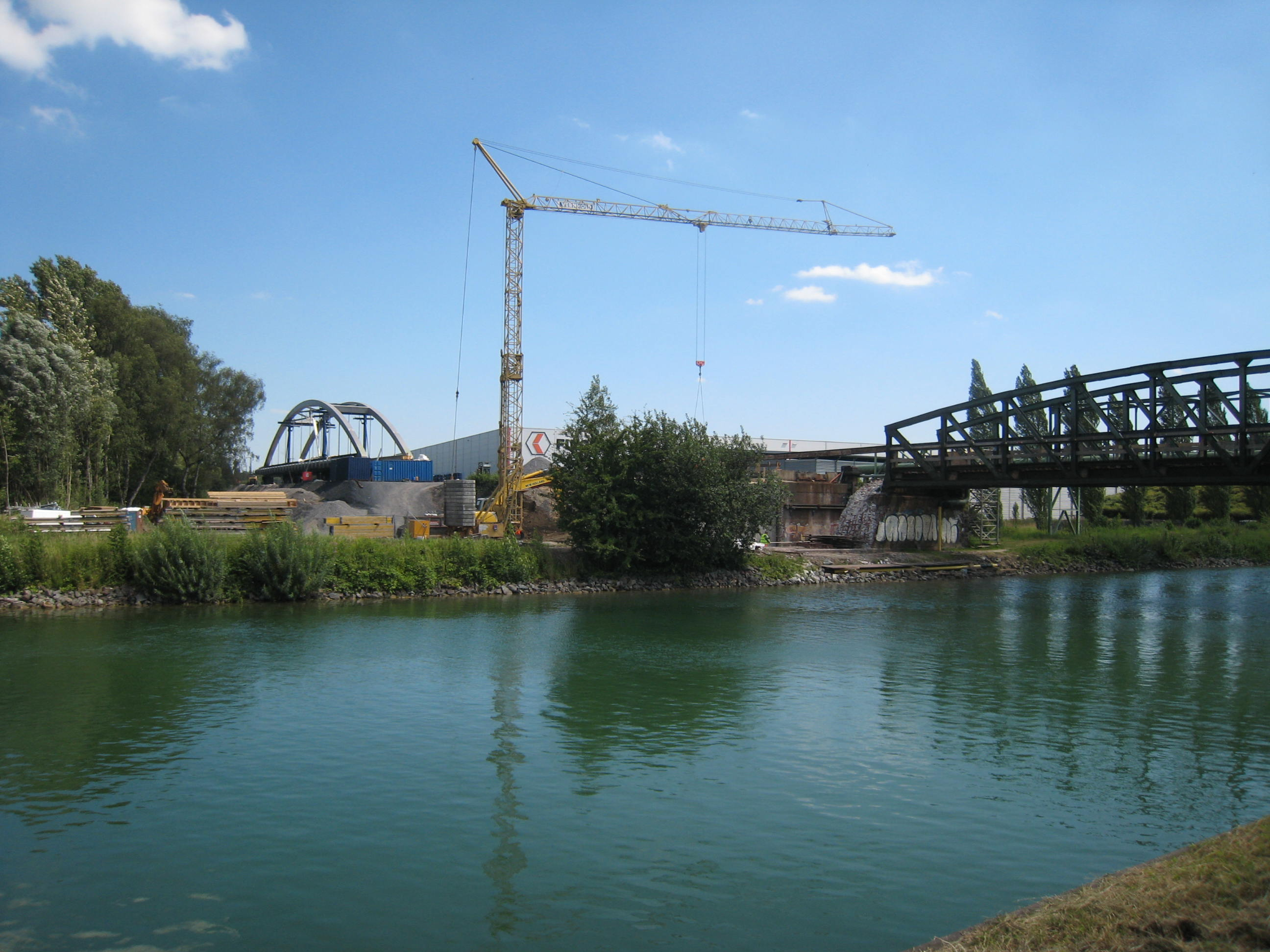
Brückenerneuerung im Juli 2008

In den Jahren 2008 und 2009 wurde die Brücke über den Dortmund-Ems-Kanal komplett erneuert und wegen Bergsenkungen erhöht, aus diesem Grund war die Strecke zeitweise westlich von Obereving nicht befahrbar. Der überregionale Güterverkehr wurde weiträumig umgeleitet, der regionale Güterverkehr fuhr über Scharnhorst und von dort aus teilweise durch den Dortmunder Hauptbahnhof, der somit von kurzfristigen Streckensperrungen abgesehen das erste Mal seit Eröffnung der Umgehungsstrecke für den planmäßigen Güterverkehr genutzt wurde.
Durch eine Unterführung der neuen Lindenhorster Umgehungsstraße wurde der Bahnübergang der Lindenhorster Straße im Herbst 2008 überflüssig und stillgelegt, lediglich eine Kreuzungsmöglichkeit für Fußgänger bleibt hier bestehen.

## Strecke Huckarde Süd–Deusen

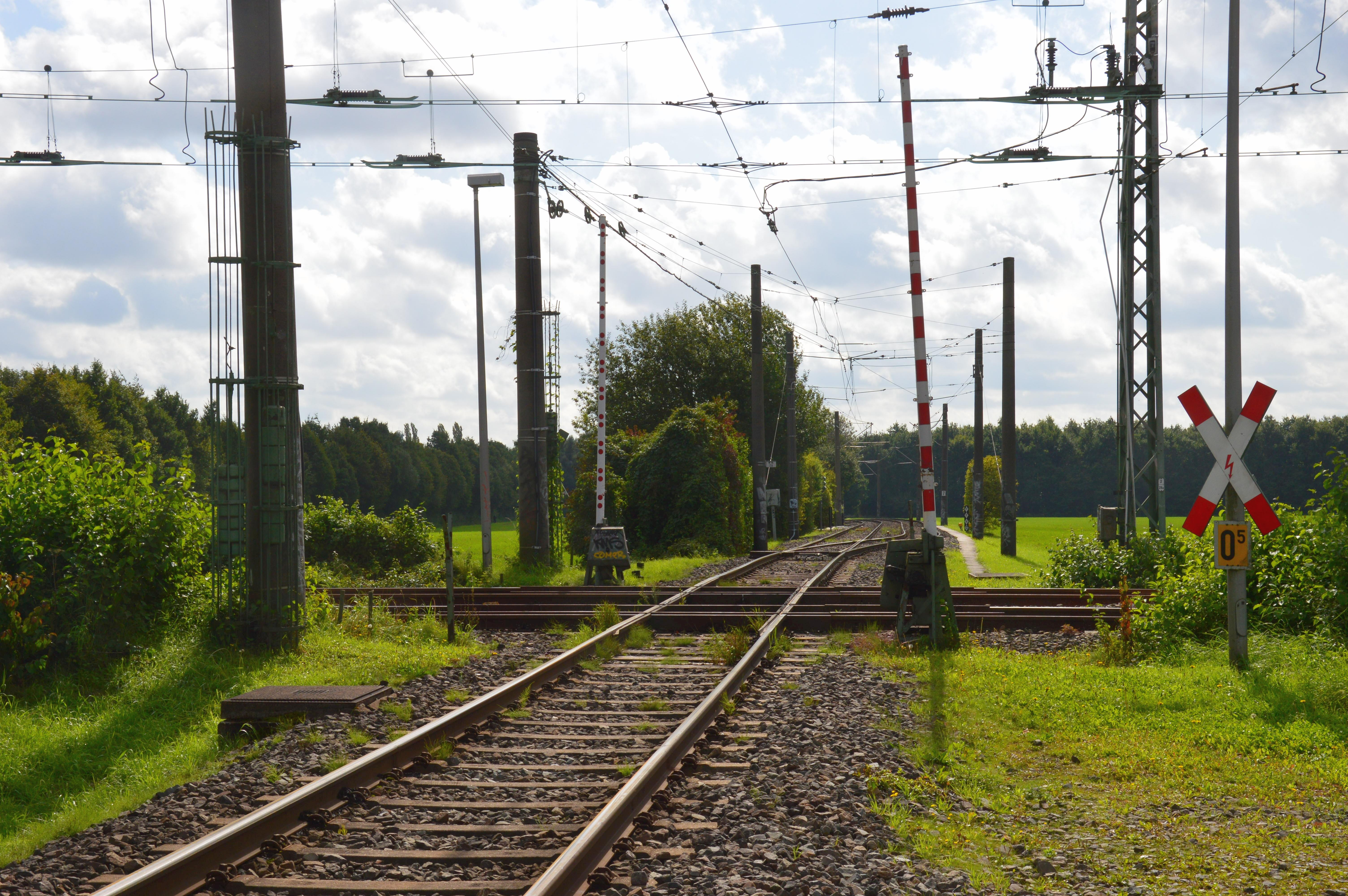
Kreuzung der Güterumgehungsbahn mit der Stadtbahnlinie U47

Mit lediglich 2,3 Kilometern Streckenlänge ist die Verbindungsstrecke vom Abzweig Deusen zum Abzweig Buschstraße eine der kürzesten Bahnstrecken in Dortmund. Sie wurde 1942 gebaut, um eine direkte Verbindung der Umgehungsbahn mit ihren für den Güterverkehr so wichtigen Bahnhöfen im Norden des Dortmunder Stadtgebietes zu den Bahnhöfen im Südwesten Dortmunds zu schaffen.
Die Verbindungsstrecke führte unmittelbar zum heute nur noch als Verbindung mehrerer Strecken genutzten Güterbahnhof Dortmund-Huckarde Süd, der 1878 zusammen mit der Dortmund Süd–Bodelschwingh der Königlich-Westfälischen Eisenbahn-Gesellschaft eröffnet wurde, sowie nach Rahm an der Bahnstrecke Duisburg-Ruhrort–Dortmund.
1965 wurde die Strecke von Huckarde Süd bis Deusen elektrifiziert, drei Jahre später hingegen die beiden verbliebenen Streckenäste nach Rahm und Bodelschwingh stillgelegt, wodurch die Abzweigstelle Buschstraße aufgelassen werden konnte.
Mit dem Umbau zur S-Bahn-Strecke von Dortmund-Huckarde nach Dortmund-Mengede wurde diese 1986 jedoch wieder eingerichtet. Hier ist jedoch nur eine Weiche verlegt, sodass Züge aus Richtung Deusen vom Abzweig bis zum Bahnhof Huckarde Süd auf dem linken Gleis, also entgegen der eigentlichen Fahrtrichtung verkehren müssen. Kurz hinter dem Abzweig teilt sich das Streckengleis, der Rest der Strecke ist zweigleisig ausgebaut.
Etwa 1,2 Kilometer weiter findet sich eine weitere Besonderheit: Hier kreuzt die Güterstrecke ebenerdig die Linie U47 der Stadtbahn Dortmund, wobei beide Strecken mit verschiedenen Stromsystemen elektrifiziert sind. Ein Schrankenwärter ist hier für die Sicherung der Zugfahrten auf beiden Strecken zuständig, bei Zugfahrten wird die Stadtbahn außer mit Signalen auch mit Schranken an der Überfahrt über die Güterzugstrecke gehindert. Um Störungen zu vermeiden, wird außerdem die Oberleitung über dem jeweils nicht befahrenen Gleis abgeschaltet. Schon seit längerer Zeit wird darüber nachgedacht, diese Kreuzung aufzulassen und für die Stadtbahnstrecke eine Über- oder Unterführung zu bauen, jedoch ist eine solche Baumaßnahme derzeit nicht konkret vorgesehen.
Nach der Überquerung der Emscherallee wird das Gelände der ehemaligen Kokerei Hansa passiert, bevor die Strecke an der Abzweigstelle Deusen in die Strecke von Mengede nach Obereving einmündet. Trotz der Elektrifizierung spielt die Strecke im Güterverkehr keine herausragende Rolle, viele Züge nehmen aus bzw. in Richtung Bochum oder Witten den Umweg über Wanne-Eickel, lediglich wenige Zugfahrten am Tag passieren diese Strecke. Im aktuellen Fahrplan (Herbst 2016) sind dies die RLG-Fahrten montags und mittwochs von Neheim-Hüsten nach Dortmund-Obereving und zurück, sowie einmal täglich das EVU Captrain von Dortmund-Obereving nach Dortmund-Dorstfeld. Beides sind Planleistungen mit Diesellok. E-Lok Bespannungen kommen planmäßig nicht vor, trotz Oberleitung. Diese Fahrten finden zwischen 16 und 22 Uhr statt. Der Posten 3 (Sicherung DB und DSW21-Strecke) ist Montag und Mittwoch von 13:30 bis 22 Uhr und an den anderen Werktagen von 13:30 bis 20 Uhr besetzt. Zusätzlich werden Schichten bei Bedarf gesetzt, z. B. bei Baustellen und dazugehörigen Umleitern.

## Anschlussgleise und Verbindungskurven
Wie bereits oben erwähnt, schließen im Bahnhof Dortmund-Obereving neben dem in unmittelbarer Nachbarschaft parallel befindlichen Güterbahnhof der Dortmunder Eisenbahn mehrere Verbindungskurven und Gleise zu Industrieanschlüssen ab. Die Bahnstrecke Dortmund–Gronau konnte von hier aus sowohl in nördlicher als auch in südlicher Fahrtrichtung erreicht werden:
- Bereits kurz nach dem Bau der Strecke wurde 1906 eine Verbindungskurve von Obereving nach Süden zum Bahnhof Eving gebaut. Diese Kurve zweigt am östlichen Bahnhofskopf in westlicher Fahrtrichtung ab, führt also parallel entlang des gesamten Bahnhofs, bis sie nach Süden abzweigt und zunächst den anschließenden Güterbahnhof der Dortmunder Eisenbahn unterquert. Nach 2,2 km ist der Bahnhof Eving erreicht, mit dessen Stilllegung 2003 auch der Betrieb dieser 1968 elektrifizierten Kurve eingestellt wurde.

- Eine 2,3 km lange Verbindungskurve zur Abzweigstelle Kirchderne zweigt hingegen am westlichen Bahnhofskopf in nordöstlicher Richtung ab und ist heute noch in Betrieb für Güterverkehr in Richtung Lünen sowie als Umleitungsmöglichkeit für die Hamm-Osterfelder Bahn. Diese Kurve wurde erst im Jahr 1942 eröffnet, nach den Kriegsschäden in der Stadt Dortmund wurde hier entlang auch Personenverkehr abgewickelt. Im Jahr 1967 wurde auch diese Verbindungskurve elektrifiziert.

- Die Anschlussbahn zur Zeche Fürst Hardenberg war ebenfalls als Nebenstrecke klassifiziert, sie führte von Obereving nördlich parallel zu den Streckengleisen in westlicher Richtung bis nach Eving zum Übergabebahnhof der Zechenbahn, den sie nach 2,3 km erreichte. Mit Stilllegung der Zeche wurde auch diese Strecke in den 1960er Jahren stillgelegt.

- Ebenso als Nebenstrecke klassifiziert war das Gleis vom Bahnhof Obereving in Richtung Hafen. Dieses zweigt am westlichen Bahnhofskopf nach Süden ab und führt dann parallel zum Streckengleis der Hafenbahn bis nach Lindenhorst, wo eine Weichenverbindung zur Hafenbahn in Richtung Stadthafen besteht. Etwa auf halbem Weg befand sich bis vor wenigen Jahren der Gleisanschluss eines metallverarbeitenden Betriebs. Vom Abzweig zur Hafenbahn aus führt das Gleis weiter zur Lindenhorster Straße. Hier schließt sich direkt die Anschlussbahn zur ehemaligen Abraumhalde in Ellinghausen an, wo in den vergangenen Jahren das europäische Distributionszentrum von Ikea (Dortmund) errichtet wurde. Bis zur Eigentumsgrenze führt auch hier ein Gleis der Hafenbahn parallel zum Hardenberghafen. Die Strecke zur Anschlussstelle Dortmund-Hafen wurde 1967 mit der Stilllegung des ehemaligen Güterbahnhofs in Lindenhorst rechtlich in ein Bahnhofsgleis umgewandelt.

- Weiterhin führt noch ein Anschlussgleis nach Nordosten zu einem Zementwerk, das sich auf dem Gelände der ehemaligen Westfalenhütte angesiedelt hat. Dies zweigt von der Verbindungskurve nach Kirchderne ab.

Auch an der Abzweigstelle Deusen zweigte neben den beiden oben genannten Strecken eine Verbindungskurve ab:
- Nach Süden war hier der Dortmunder Güterbahnhof nahe dem Hauptbahnhof und das dort befindliche Betriebswerk angebunden. Die 3,5 km lange Kurve wurde 1905 kurz nach der Strecke von Nette nach Scharnhorst eröffnet, bereits 1910 baute die Preußische Staatsbahn als Betreiber ein zweites Gleis. Im Jahr 1963 wurde die Kurve zusammen mit der „Hauptstrecke“ der Güterumgehungsbahn elektrifiziert, in den folgenden Jahrzehnten sank jedoch das Güterverkehrsaufkommen. 1990 wurde das zweite Gleis bis zum Abzweig Hansa zurückgebaut, mit der Stilllegung des Verkehrs vom und zum Güterbahnhof wurde 2001 neben anderen auch diese Strecke überflüssig und schließlich 2004 stillgelegt.